# Fatima El Miftah
Pour les articles homonymes, voir Miftah.
Fatima El Miftah (en arabe : فاطمة المفتاح) est une judokate marocaine.

## Carrière
Fatima El Miftah est médaillée de bronze dans la catégorie des moins de 66 kg aux Championnats d'Afrique de judo 1996 se déroulant à Pretoria. Elle remporte une nouvelle médaille de bronze, cette fois-ci dans la catégorie des moins de 72 kg, aux Championnats d'Afrique de judo 1997 à Casablanca.